# Diary of Dreams
Diary of Dreams è un gruppo musicale Darkwave tedesco fondato da Alistair Kane e Adrian Hates. Il cantante, Hates, aveva già collaborato con la band irlandese-tedesca The Garden of Delight che si occupava di gothic rock, componendo quasi tutti gli album da solo, con un minimo aiuto da parte degli altri membri del gruppo. Anche nei Diary of Dreams si occupa quasi totalmente del songwriting.

## Discografia

### Album in studio
- 1994 - Cholymelan
- 1996 - End of Flowers
- 1997 - Bird Without Wings
- 1998 - Psychoma?
- 1999 - Moments of Bloom
- 2000 - One of 18 Angels
- 2002 - Freak Perfume
- 2003 - Dream Collector
- 2004 - Nigredo
- 2007 - Nekrolog 43
- 2009 - (if)
- 2011 - Ego: X
- 2014 - Elegies in Darkness
- 2015 - Grau im Licht
- 2017 - Hell in Eden

Live
- 2005 - Alive

### Singoli
- 2001 - O' Brother Sleep
- 2002 - Amok
- 2004 - Giftraum

EP
- 2002 - Panik Manifesto
- 2005 - Menschfeind